# Langgeschoss
Das Langgeschoss ist im Schusswaffenwesen ein Geschoss, dessen Länge größer als dessen Durchmesser ist. Es gilt als Nachfolger der Rundkugel. Der Vorteil des Langgeschosses gegenüber der Kugel liegt in der höheren Masse bei gleichem Durchmesser. Dadurch steigt die Querschnittsbelastung des Geschosses, was die Abbremsung durch den Luftwiderstand vermindert und die Durchschlagskraft erhöht. Langgeschosse bieten beim Schuss auch eine bessere Abdichtung gegen die heißen Gase der Treibladung, so dass in der Regel keine Schusspflaster oder andere Zwischenmittel notwendig sind.

## Geschichte
Das erste Langgeschoss wurde 1828 vom französischen Hauptmann Delvigne entwickelt, um das Laden von Gewehren zu vereinfachen. Da dieses Geschoss aber mit einem Hammer in die Züge des Laufs eingeschlagen werden musste, war auch dieses noch immer zu unhandlich. 1848 schließlich entwickelte der Franzose Minié ein Langgeschoss mit einem hohlen Boden. Sinn und Zweck der Konstruktion war, dass sich das Geschossheck durch den Druck der Verbrennungsgase ausdehnt und somit in die Züge des Laufs einpresst. Diese sogenannten Expansionsgeschosse wurden aufgrund ihrer Handlichkeit schnell zum Standard. Trotz der vergleichsweise kurzen Bauart mit nur etwa 2 bis 2½ Kaliberlängen sank die Mündungsgeschwindigkeit der Langgeschosse gegenüber den vorher verwendeten Kugeln stark ab. Folglich wurde zur Verminderung der Querschnittsbelastung das Kaliber von vorher ungefähr 17 bis 18 mm auf etwa 10 bis 11 mm gesenkt. Um 1890 läutete die Entwicklung des rauchschwachen Nitropulvers eine neue Ära ein. Die stark gesteigerte Mündungsenergie führte zu Vollmantel-Rundkopfgeschossen mit einer Länge von etwa 4 Kalibern. In Frankreich wurde mit der 8-mm-Lebel-Patrone erstmals Nitropulver verwendet. Bald darauf zeigte sich, dass bei derartigen Mündungsgeschwindigkeiten das Rundkopfgeschoss an seine Grenzen stieß. Die Weiterentwicklung des Geschosses wurde dadurch vorangetrieben und 1898 ein neues Spitzgeschoss eingeführt. Die Überlegenheit der Spitzgeschosse zeigte sich 1904 bis 1905 im Russisch-Japanischen Krieg, als die mit Spitzgeschossen ausgerüstete japanische Armee die zaristische Armee schlug, die noch immer mit Rundkopfgeschossen ausgerüstet war. Bis etwa 1910 hatten alle größeren Streitkräfte ihre Munition auf Spitzgeschosse umgestellt.

## Kopfformen

### Rundkopfgeschoss

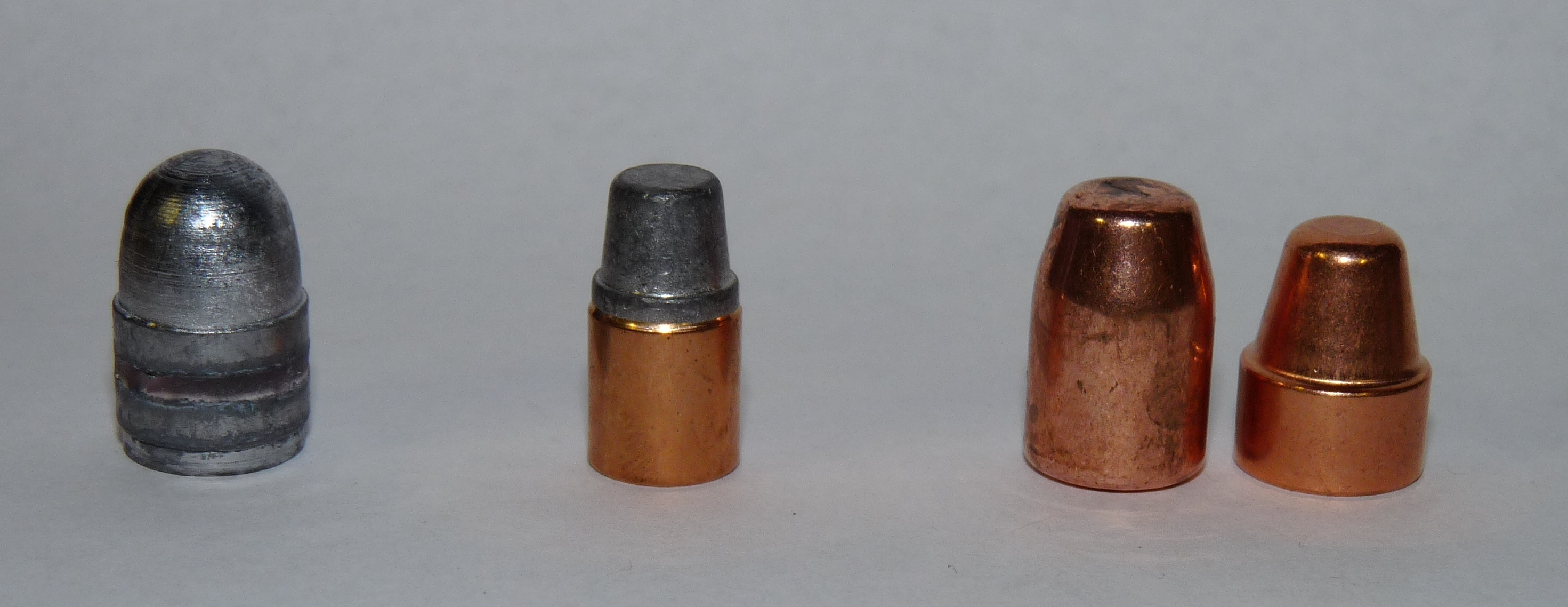
Rundkopfgeschoss und drei Kegelstumpf-Flachkopfgeschosse

Halbkugelförmige oder ogivale Spitzen haben den Vorteil, dass sie im Ziel ihre Energie besser übertragen. Dem stehen eine geringere Mündungsgeschwindigkeit, größerer Luftwiderstand und somit kleinere Reichweite und stärker gekrümmte Flugbahn gegenüber. Aufgrund dieser Nachteile und der Haager Landkriegsordnung, nach der sich die Geschosswirkung im Ziel auf das notwendige Minimum zu beschränken hat, konnte sich das Rundkopfgeschoss in der militärischen Anwendung nicht durchsetzen. Für Jagdmunitionen ist es dennoch wegen seiner guten Zielwirkung beliebt, da beim jagdlichen Schießen die Maximalreichweite nicht ausgenutzt wird.
Ein weiteres Anwendungsfeld sind Kurzwaffen, da hier Präzision und Reichweite schon durch andere konstruktive Besonderheiten eingeschränkt sind.

### Flachkopfgeschoss
Flachkopfgeschosse werden meist in Waffen mit Röhrenmagazin verwendet, um zu verhindern, dass die Geschossspitze des hinteren Geschosses auf das Zündhütchen der vorderen Patrone drückt und diese somit zündet. Ein weiteres Anwendungsfeld sind Revolverpatronen. In Selbstladern sind Flachkopfgeschosse selten anzutreffen, da diese öfter zu Ladehemmungen führen als Rundkopf- oder Spitzgeschosse. Wie auch die Rundkopfgeschosse sind Flachkopfgeschosse wegen ihrer großen Wundwirkung bei Jägern beliebt.

### Kegelspitzgeschoss
Kegelspitzgeschosse stellen einen Versuch dar, eine relativ gute Wundwirkung mit einer guten Durchschlagskraft zu verbinden. Wie Versuche mit dem französischen „Arcane“-Geschoss im Kaliber 9 mm Parabellum gezeigt haben, wird das Geschoss seinen Anforderungen gerecht und lässt sich auch ohne Probleme durch Selbstlader verschießen.

### Spitzgeschoss

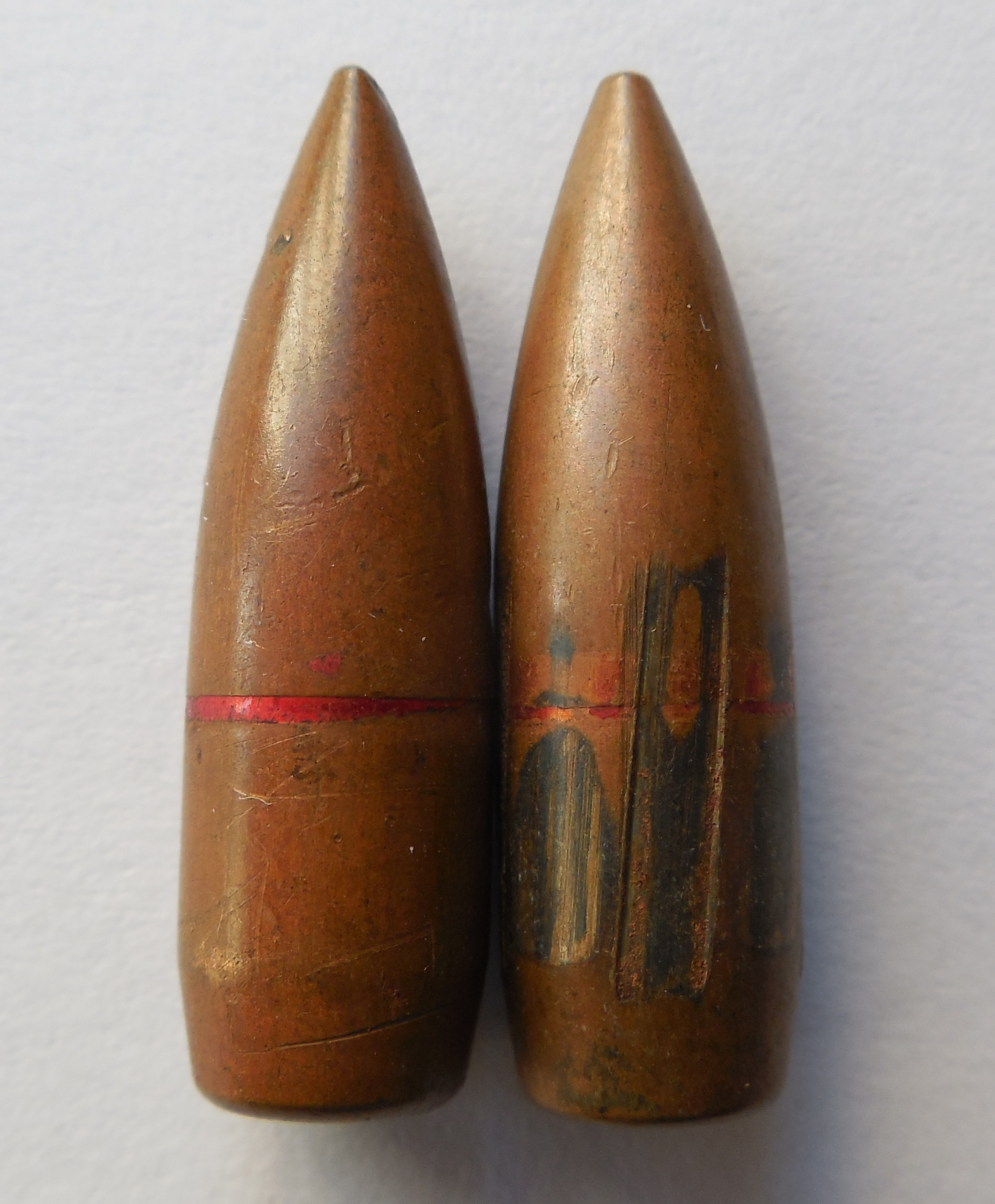
Spitzgeschosse

Diese Geschossform hat sich als die außenballistisch leistungsfähigste vollkalibrige Bauform für Geschosse herausgestellt. Militärisch ist sie in Langwaffen jedes Kalibers verbreitet und zeichnet sich durch sehr kleine Widerstandsbeiwerte und gute Reichweite bei flachen Flugbahnen aus. Spitzgeschosse sind vor allem in der Außenballistik optimiert, was aber auch zu einer relativ kleinen Wundwirkung führt. Militärisch ist dies aber erwünscht (Haager Landkriegsordnung); die Fähigkeit zum Durchschlagen leichter Deckungen wird hier als Vorteil angesehen.

## Optimierung
Ein Geschoss kann für verschiedene Aufgaben optimiert werden:
- Luftwiderstand
- Stabilität im Flug
- Streuung
- Wirksamkeit
- Durchschlagskraft

### Luftwiderstand
Zur Verringerung des Luftwiderstands gibt es prinzipiell zwei Ansatzpunkte: den Geschossbug und das -heck. Traditionell ging man davon aus, dass die größten Möglichkeiten zur Optimierung am Bug bestünden, da an der Spitze beim Überschallflug starke Stoßwellen entstehen. Neuere Untersuchungen haben aber gezeigt, dass im Überschallbereich der Bodensog 50 % des Gesamtwiderstandes ausmacht, während es im Unterschallbereich sogar 80 % sind. 

#### Geschossspitze nach Haack
Der deutsche Mathematiker Wolfgang Haack suchte nach Vereinfachungen der Fluiddynamik zur Optimierung von Geschossen. Für seine Berechnungen nahm er eine gleichbleibende wirbelfreie Strömung an und beschränkte die Betrachtung auf schlanke Geschosse. Weiter ließ er den Bodensog weg, wodurch auch die Betrachtung als wirbelfreie Strömung durchaus ihre Richtigkeit hat. Bei schlanken Geschossen treten nur in der Grenzschicht Wirbel auf, was somit bereits im Reibungswiderstand berücksichtigt ist. Haacks Bemühungen führten zu einem aus drei Formeln bestehenden System, das mit relativ wenig Aufwand zu lösen ist.

#### Geschossspitze nach Newton
In Newtons klassischer Strömungsdarstellung erfährt das Geschossheck keine Kraft (die auftreffenden Teilchen geben die Normalkomponente ihres Impulses an den Körper ab und behalten die Tangentialkomponente bei), womit auch hier der komplizierte Bodensog aus der Berechnung weggelassen wird.
Die Strömungsgeschwindigkeit in Richtung der Körpernormalen wird wie folgt ausgedrückt:
{\displaystyle v_{n}=v\cdot \sin \delta }
wobei {\displaystyle \delta } der Tangentenwinkel im betrachteten Punkt darstellt.
Unter Verwendung des Impulssatzes ergibt sich daraus für den Druck auf die Körperoberfläche:
{\displaystyle \Delta p=\rho \cdot (v\cdot \sin \delta )^{2}}
Durch die Aufsummierung des Druckes über der ganzen Oberfläche erhält man den Widerstand der Spitze. Zur Bestimmung einer Funktionskurve, die den Widerstand minimiert, muss genau wie bei der Haack'schen Optimierung ein schlanker Körper angenommen werden (was ja auch der Realität entspricht). Hierfür wird folgende Approximation verwendet:
{\displaystyle \sin \delta \approx \tan \delta =r'(x)}
Somit kann die Tangentensteigung der gesuchten Kurve mit dem Widerstand in Verbindung gebracht werden.
Nach einer längeren Rechnung erhält man die Funktion für eine optimale Spitze, die wie folgt aussieht:
{\displaystyle r(x)={\frac {d}{2}}\cdot \left({\frac {x}{h}}\right)^{\frac {3}{4}}}, mit {\displaystyle 0\leq x\leq h}.
Aufgrund des von Newton angenommenen Strömungsverhaltens lässt sich annehmen, dass die Optimierung des Widerstandes mit größerer Geschwindigkeit zunimmt. Die Anwendung dieser Spitze in der Praxis wird durch den Umstand erschwert, dass beim Übergang in den zylindrischen Teil des Geschosses ein Knick entsteht. Um hier keine Abrisskante entstehen zu lassen, muss der Knick abgerundet werden.

#### Vergleich
Ein Vergleich auf experimenteller Basis kann entweder im Windkanal mit vergrößerten Modellen oder im Flug mit echten Geschossen durchgeführt werden. In beiden Fällen ist aber darauf zu achten, dass die Geschosse bis auf die Spitzen absolut identisch sind.
Experimente im Windkanal mit ogivalen (runden), Haack'schen und Newton'schen Geschossspitzen zeigten eine bis zu 25 % geringere Windempfindlichkeit der Spitzgeschosse und eine wesentlich bessere Energieerhaltung (bis 16 % auf 300 m und 30 % auf 500 m). Auch zeigte sich, dass die Haack'sche Spitze zwischen Mach 1,5 und Mach 3 und die Newton'sche Spitze über Mach 3 die geeignetste Form darstellt.

#### Geschossheck

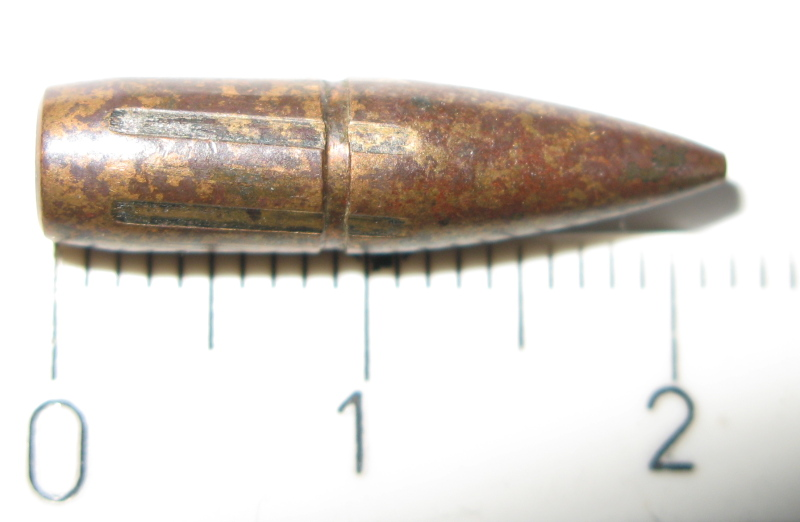
Ein modernes Spitzgeschoss, das nach den oben genannten Kriterien konstruiert wurde

Die Strömung reißt am Heck ab und erzeugt Wirbel sowie einen bremsenden Sog. Der beste Ansatz, dieses Problem zu lösen, ist ein Konus am Heck (auch Torpedoheck genannt), sodass die Strömung dem Geschoss länger folgt und die Wirbelfläche kleiner wird.
Zurzeit ist es nicht möglich, dies exakt zu berechnen, womit einzig Testreihen mit unterschiedlich langem und steilem Heckkonus bleiben. Die Ergebnisse zeigten, dass der optimale Konuswinkel 7° beträgt. Erwartungsgemäß wird der Widerstand mit zunehmender Konuslänge geringer, doch lässt sich das Optimum (ein ganzer Kegel) aus praktischen Gründen nicht erreichen. Lange Heckkonen vergrößern den Streukreis aus mehreren Gründen stark. Zum einen ist hier die Geschosslänge zu betrachten: alles über fünf bis sechs Kalibern lässt sich mit Drall nicht mehr genügend stabilisieren. Wird der Heckkonus auf Kosten des zylindrischen Teils des Geschosses verlängert, kann dieses schräg durch den Lauf getrieben werden und somit schlechter fliegen. Eine Verringerung der Spitzenlänge führt hier wiederum zu größerem Widerstand.
Zudem erzeugen die Pulvergase nach dem Mündungsaustritt asymmetrische Kräfte am Geschossheck, die mit steigender Konuslänge größer werden. Als optimale Konuslänge stellte sich {\displaystyle {\tfrac {3}{4}}} Kaliber heraus.

### Stabilität
Das Optimum in Sachen Flugstabilität muss zwangsläufig auf die Art der Stabilisierung eingehen. In diesem Artikel wird ausschließlich auf die Drallstabilisierung eingegangen.
Aerodynamisch ist es sinnvoll, die Querschnittsbelastung und damit die Geschosslänge zu erhöhen, doch ergibt das wiederum größere radiale Trägheitsmomente, die der Stabilität abträglich sind. Ein Optimum in dieser Beziehung ergibt sich bei einer Geschosslänge von vier bis fünf Kalibern.
Die Stabilität wird auch durch die Schlankheit des Geschosses und damit durch die Spitzhöhe beeinflusst. Experimentell zeigte sich eine Spitzhöhe von ca. 60 % der Geschosslänge als ideal.
Um ein Verkanten des Geschosses im Lauf zu verhindern, sollte der zylindrische Teil möglichst lang sein, keinesfalls unter einer Kaliberlänge. Andererseits steigt mit der Länge des zylindrischen Teils die Reibung im Lauf. Als optimal werden in dieser Beziehung 1,2 Kaliberlängen angesehen.

### Streuung
Die Streuung im Ziel wird im Wesentlichen durch drei Komponenten beeinflusst. Der wohl am wenigsten berechenbare Faktor darin ist der Mensch: Die Schützenstreuung ist häufig der größte Beitrag. Der erste technische Beitrag ist die Waffenstreuung. Hier spielen vor allem die präzise Fertigung der Waffe und ein gutes Vibrationsverhalten eine wichtige Rolle, um die Streuung gering zu halten.
Die dritte Art der Streuung, auf die hier hauptsächlich eingegangen wird, ist die Geschossstreuung. Wie bei vielen anderen Gebieten der Außenballistik ist auch hier ein guter Kompromiss gefragt. Beispielsweise ist der Heckkonus moderner Geschosse der Präzision abträglich, jedoch fliegt ein Geschoss ohne Heckkonus nicht weit genug, um diesen Vorteil merklich auszuspielen. Ein langer zylindrischer Teil erhöht die Stabilität im Lauf und somit verringert sich das Schlingern des Geschosses, allerdings wird es dadurch anfälliger für Seitenwind.
Die einzige Methode, ein Geschoss ohne physikalische Kompromisse zu optimieren, liegt in der Fertigungspräzision. Einige Hersteller für Matchmunition (beispielsweise im Kaliber 7,5 × 55 mm Swiss) gingen dazu über, den Mantel an der Spitze zu schließen, statt am Boden zusammenzubördeln. Dies, weil der Bodensog wesentlich stärker zum Widerstand beiträgt, als die Bugwelle und sich dort Asymmetrien deshalb stärker auswirken. Im Scharfschützenwesen wird immer stärker zu Vollgeschossen aus Messing- oder Bronzelegierungen gegriffen, da diese direkt gedreht werden können und somit präziser zu fertigen sind. Weiter sind diese Geschosse etwas leichter, was sie schneller und somit besser zum Beschuss von bewegten Zielen geeignet macht.

### Wirksamkeit

#### Hartziele
Um ein Geschoss in der Wirkung gegen Hartziele wie Metallpanzerungen oder ähnliches zu verbessern, kann den Richtlinien zur aerodynamischen Optimierung gefolgt werden, da hier „Wirksamkeit“ vor allem in großer Durchschlagsleistung definiert ist.
Grundsätzlich gilt: ein schweres, langes Geschoss (hohe Querschnittsbelastung) durchdringt Panzerungen am besten. Zudem sollte es noch so hart wie möglich sein, um sich so wenig wie möglich zu verformen und dabei seine eigene Energie zu verbrauchen.
Da harte Geschosse jedoch dazu neigen, den Lauf der Waffe stark zu verschleißen, werden oft unterkalibrige Geschosse mit Treibspiegel oder Geschosse mit hartem Kern und weichem Mantel verwendet. Bevorzugte Materialien für den Wirkteil solcher Geschosse sind Stahl, Wolfram oder Wolframcarbid und abgereichertes Uran.

#### Weichziele
Die Optimierung der Wirksamkeit gegen Weichziele entspricht in vielen Punkten genau dem Gegenteil der Optimierung im Bezug auf den Luftwiderstand. Hierbei legt man Wert auf einen guten Energietransfer zwischen Projektil und dem Körpergewebe des Ziels. Ein Steckschuss wird hier favorisiert, da bei einem Durchschuss noch Energie vorhanden ist, die nicht der Zielwirkung zugutekommt. Trotzdem soll der Energietransfer nicht zu schnell verlaufen, da sonst nur oberflächliches Gewebe verletzt wird und die lebenswichtigen Organe verschont bleiben.

##### Massestabile Geschosse
Bei massestabilen Geschossen sind viele Spitzenformen gebräuchlich, die je nach Einsatzzweck oder Vorliebe gewählt werden können. Als Faustregel gilt: je stumpfer die Spitze, desto bessere Wundwirkung, aber entsprechend schlechtere Flugeigenschaften. Zur Illustration soll die Reihe Spitzgeschoss – Kegelgeschoss – Kegelstumpf – Semi-Wadcutter – Wadcutter dienen, wobei die Flugeigenschaften abnehmen und die Zielwirkung zunimmt.
Um die negativen Effekte stumpfer Geschossköpfe auf die Flugeigenschaften zu vermeiden, wurde das Deformationsgeschoss entwickelt. Dessen bekannteste Form, das Hohlspitzgeschoss, ist grundsätzlich wie ein normales formstabiles Geschoss ausgebildet (und verhält sich auch im Flug dementsprechend), jedoch bildet sich beim Eintritt in ein flüssigkeitshaltiges Medium im Loch an der Geschossspitze ein sehr starker Staudruck, der das umliegende Metall nach außen stülpt. Damit kann sich der Durchmesser je nach Konstruktion mehr als verdoppeln und so den Energietransfer entscheidend verbessern und beschleunigen. Die Ansicht, dass sich ein Dorn im Inneren des Hohlraums positiv auf die Deformationseigenschaften auswirkt (vor allem in den USA häufig vertreten) ist mittlerweile widerlegt. Das Ausbohren des Dorns solcher Geschosse führte zu keinen Unterschieden in Beschusstests.
Weitere Konstruktionen von Deformations- oder Expansivgeschossen haben einen Deformationsstarter (eine Spitze aus Hartplastik oder Metall), der beim Zielkontakt in eine dahinter angebrachte (meist konische) Bohrung gedrückt wird und damit die dünnen Seitenwände auseinander drückt. Entstehende Spalten zwischen Kopf und Geschossrumpf und der angreifende Widerstand vollenden die Deformation. Eine solche Konstruktion behebt vor allem das oft beobachtete Versagen von Hohlspitzgeschossen nach dem Durchschlagen leichter Hindernisse wie Rigipswänden, Holzplatten oder dicker Winterbekleidung.
Im Gegensatz zu der Berichterstattung in einigen populären Medien, die solche Geschosse in den Bereich von Dumdum- oder Zerlegungsgeschossen stellen, ist die Deformation sehr gut kontrollierbar und das Geschoss zerlegt sich keinesfalls. Auch ist eine höhere Schmerzwirkung bei Opfern nicht belegt.

##### Zerlegungsgeschosse
Zerlegungsgeschosse sind so konstruiert, dass sie entweder zerbrechen oder mehrere Subprojektile freisetzen, sobald sie in das Ziel eingedrungen sind. Dies kann von Teilmantelgeschossen mit abbrechender Spitze über zwei Kugeln im Innern des (verdickten) Mantels bis zu feinem, gepressten Bleischrot im Aluminiummantel reichen. Gemeinsam ist allen, dass sie durch die Zerlegung ihre Energie auf die Bruchstücke aufteilen und somit die Querschnittsbelastung senken. Solche Geschosse bergen für Opfer, die nicht tödlich getroffen werden, oft das Risiko, dass entweder große Teile des Gewebes irreparabel geschädigt sind und/oder nicht alle Bruchstücke gefunden oder entfernt werden können. Dies stellt besonders bei schwermetallhaltigen Teilen ein langfristiges Gesundheitsrisiko dar.